# Viča Sela
Viča Sela is een plaats in de gemeente Krapinske Toplice in de Kroatische provincie Krapina-Zagorje. De plaats telt 182 inwoners (2001).